# Bulbinella gracilis
Bulbinella gracilis är en grästrädsväxtart som beskrevs av Carl Sigismund Kunth. Bulbinella gracilis ingår i släktet Bulbinella och familjen grästrädsväxter. Inga underarter finns listade i Catalogue of Life.